# John Winthrop
John Winthrop (ur. 22 stycznia 1588 w Edwardstone, zm. 5 kwietnia 1649 w Bostonie) . 

## Życiorys
Studiował w Trinity College na Uniwersytecie Cambridge. Następnie pracował jako prawnik . 
Cieszył się dużym autorytetem wśród purytan hrabstw Essex i Suffolk. W kwietniu 1630 roku wyruszył wraz ze zorganizowaną przez siebie grupą ponad 1500 osób do Ameryki północnej by utworzyć nową kolonię – Massachusetts Bay Colony. Po założeniu Bostonu został jej pierwszym gubernatorem. Ponownie wybierany na to stanowisko w latach 1631–33, 1637–39, 1642–43 oraz 1646–48 . Był jedną z ważniejszych postaci w grupie purytańskich założycieli Nowej Anglii . 
Prezentował pogląd o wyższości rządów oligarchicznych nad demokracją. Określany był jako pobożny, wielkoduszny i wyróżniający się duchem obywatelskim. Był czterokrotnie żonaty .